# Copa de campeones de Europa (tenis de mesa)
La Copa de campeones de Europa, también conocida como la Copa de Europa, o, por sus siglas en inglés, ECCC (European Club Cup of Champions), era la competición de máximo nivel a nivel de clubes de tenis de mesa hasta que fue sustituida por la Liga de campeones. Se celebraba anualmente tanto para hombres como para mujeres, y era organizada por la Unión Europea de Tenis de Mesa (ETTU). Se disputó por primera vez en la temporada 1960/61 en la categoría masculina, y tres años después en la categoría femenina. Fue sustituida por la Champions league (o Liga de campeones) en las temporadas 2001/02 and 2005/06 respectivamente.

## Relación de ganadores de la competición masculina
- - 1961 -  CSM Cluj
  - 1962 -  GSTK Zagreb
  - 1963 -  Vasetupitö Törekves
  - 1964 -  CSM Cluj
  - 1965 -  CSM Cluj
  - 1966 -  CSM Cluj
  - 1967 -  CSM Cluj
  - 1968 -  Slavia Prague
  - 1969 -  Slavia Prague
  - 1970 -  Spartacus Budapest
  - 1971 -  Spartacus Budapest
  - 1972 -  Ormesby TTC
  - 1973 -  GSTK Zagreb
  - 1974 -  GSTK Zagreb
  - 1975 -  Sparta Prague
  - 1976 -  GSTK Zagreb
  - 1977 -  Sparta Prague
  - 1978 -  Sparta Prague
  - 1979 -  Spartacus Budapest
  - 1980 -  Spartacus Budapest
  - 1981 -  Spartacus Budapest
  - 1982 -  Heinzelmann Reutlingen
  - 1983 -  Heinzelmann Reutlingen
  - 1984 -  Simex Jülich
  - 1985 -  AZS Gdansk
  - 1986 -  ATSV Saarbrücken
  - 1987 -  Zugbrücke Grenzau
  - 1988 -  Zugbrücke Grenzau
  - 1989 -  Borussia Düsseldorf
  - 1990 -  UTT Levallois
  - 1991 -  Borussia Düsseldorf
  - 1992 -  Borussia Düsseldorf
  - 1993 -  Borussia Düsseldorf
  - 1994 -  Sporting Villette Charleroi
  - 1995 -  UTT Levallois
  - 1996 -  Sporting Villette Charleroi
  - 1997 -  Borussia Düsseldorf
  - 1998 -  Borussia Düsseldorf
  - 1999 -  TTV Hornstein
  - 2000 -  Zugbrücke Grenzau
  - 2001 -  Večernji Zagreb

## Relación de ganadoras de la competición femenina
- - 1964 -  Vointa Arad
  - 1965 -  Vointa Arad
  - 1966 -  DTC Kaiserberg
  - 1967 -  Progresul Bucharest
  - 1968 -  BSG Aussenhandel
  - 1969 -  BSG Aussenhandel
  - 1970 -  Statisztika Budapest
  - 1971 -  Statisztika Budapest
  - 1972 -  Statisztika Budapest
  - 1973 -  Statisztika Budapest
  - 1974 -  Statisztika Budapest
  - 1975 -  Sparte Prague
  - 1976 -  Statisztika Budapest
  - 1977 -  Statisztika Budapest
  - 1978 -  Statisztika Budapest
  - 1979 -  Statisztika Budapest
  - 1980 -  Statisztika Budapest
  - 1981 -  Statisztika Budapest
  - 1982 -  Statisztika Budapest
  - 1983 -  Statisztika Budapest
  - 1984 -  Statisztika Budapest
  - 1985 -  Statisztika Budapest
  - 1986 -  Statisztika Budapest
  - 1987 -  Avanti Hazersvoude
  - 1988 -  Spartak Vlasim
  - 1989 -  Statisztika Budapest
  - 1990 -  Statisztika Budapest
  - 1991 -  Statisztika Budapest
  - 1992 -  SPVG Steinhagen
  - 1993 -  SPVG Steinhagen
  - 1994 -  Statisztika Budapest
  - 1995 -  Statisztika Budapest
  - 1996 -  Statisztika Budapest
  - 1997 -  FC Langweid
  - 1998 -  Team Galaxis Lübeck
  - 1999 -  Statisztika Budapest
  - 2000 -  Statisztika Budapest
  - 2001 -  Statisztika Budapest
  - 2002 -  Henk ten Hoor DTK
  - 2003 -  FSV Kropach
  - 2004 -  Müllermilch Langweid
  - 2005 -  Müllermilch Langweid